# Нельсон, Харриет
Харриет Нельсон (англ. Harriet Nelson, 18 июля 1909 — 2 октября 1994) — американская актриса и певица, с карьерой на радио, телевидении и в кино.
Нельсон родилась в Айове в семье театральных актёров и начала свою карьеру в водевилях, а в начале 1930-х годов выступала в ночных клубах Нью-Йорка. В 1935 году она вышла замуж за Оззи Нельсона, с которым впоследствии часто выступала как на сцене, так и на экране. Её кинодебют состоялся в 1936 году, с ролью в мюзикле «Следуя за флотом». С тех пор она взяла на себя несколько главных ролей в мюзиклах, но наибольшего успеха добилась благодаря выступлениям на телевидении.
Нельсон добилась наибольшего успеха благодаря роли в шоу «Приключения Оззи и Харриет», стартовавшем на американском радио в 1944 году. В 1952 году шоу было запущено на телевидении в виде ситкома и транслировалось на ABC рекордных четырнадцать сезонов, оставаясь по настоящее время самым продолжительным ситкомом в истории американского телевидения. После завершения шоу в 1966 году, Нельсон периодически появлялась на телевидении с гостевыми ролями в «Лодка любви», «Остров фантазий» и «Счастливые дни», прежде чем уйти на пенсию. В 1960 году она получила именную звезду на Голливудской «Аллее славы», за вклад в развитие телевидения.
В браке с Оззи Нельсоном, Харриет Нельсон имела трёх детей, включая актёров Дэвида Нельсона (1936—2011) и Рикки Нельсона (1940—1985). Её внучка, Трейси Нельсон, также была успешной телевизионной актрисой. Нельсон умерла от сердечной недостаточности 2 октября 1994 года и была похоронена вместе со своим мужем на кладбище Голливуд-Хиллз.